# Le Règne des Cybermen, première partie
Le Règne des Cybermen, première partie (Rise of the Cybermen) est le cinquième épisode de la Saison 2 de la seconde série télévisée Doctor Who, diffusé pour la première fois le 13 mai 2006 sur la chaîne BBC One. Cet épisode constitue avec le sixième épisode, Le Règne des Cybermen, deuxième partie, une histoire en deux parties.

## Accroche
Le Docteur, Rose et Mickey arrivent à Londres, mais il s'avère qu'il s'agit d'une dimension parallèle où plane l'ombre menaçante d'un des anciens ennemis du Docteur. Rose, de son côté, découvre que dans ce monde, son père est toujours en vie et a prospéré...

## Distribution
- David Tennant : Le Docteur
- Billie Piper : Rose Tyler
- Camille Coduri : Jackie Tyler
- Noel Clarke : Mickey Smith et Ricky Smith
- Shaun Dingwall : Peter Tyler alternatif
- Andrew Hayden-Smith : Jake Simmonds
- Roger Lloyd Pack : John Lumic
- Don Warrington : Le Président
- Mona Hammond : Rita-Anne
- Helen Griffin : Mrs. Moore
- Colin Spaull : M. Crane
- Paul Antony-Barber : Dr Kendrick
- Adam Shaw : Morris
- Andrew Ufondo : Soldat
- Duncan Duff : Présentateur
- Paul Kasey : Cyber-Leader
- Nicholas Briggs : Voix des Cybermen

## Résumé
Alors qu'à l'intérieur du TARDIS le Docteur et Rose se remémorent leurs aventures passées face à Mickey, le vaisseau subit une panne et se retrouve en dehors du vortex temporel. Ayant passé le vide entre les dimensions, le TARDIS se retrouve inutilisable et bloqué dans un monde parallèle le 1er février 2007. Dans cet univers, Londres est survolé par les zeppelins, le père de Rose est devenu un riche inventeur, et les êtres humains portent tous des appareils de communication portatifs nommés EarPod qui envoient des informations directement dans leur cerveau. Le Docteur trouve assez vite une source d'alimentation pour le TARDIS qui leur permettra de repartir d'ici quelques heures.
Pendant ce temps, le directeur de Cybus Industries, la société qui gère les EarPod, John Lumic, possède un nouveau plan qui changera l'humanité tout entière en plaçant le cerveau des êtres humains dans des exosquelettes. Mais il n'arrive pas à avoir l'approbation du président de l'Angleterre et demande à Pete Tyler d'organiser une rencontre pendant la soirée d'anniversaire des quarante ans de sa femme, Jackie. Malgré l'interdiction, Lumic a déjà conduit une expérience destinée à transformer des sans-abris en robots cybernétiques. Un petit réseau de résistants, les Prêcheurs, tentent d'ailleurs de s'y opposer et possèdent des informations secrètes sur Lumic. Ils prennent par erreur Mickey pour leur chef, Ricky, qui est son double dans ce monde parallèle. Confronté à Ricky, Mickey passe pour un possible traître, mais l'équipe décide quand même de l'embarquer dans une mission commando autour de la demeure de Pete Tyler.
Rose et le Docteur réussissent eux aussi à s'introduire en tant que serveurs dans la soirée de Pete Tyler. Celle-ci est interrompue par l'intrusion des cyborgs serviteurs de Lumic, qui s'avèrent être des Cybermen. Le Docteur est effaré d'apprendre que dans cet univers, les Cybermen viennent de la Terre et non de Mondas, leur planète d'origine dans l'univers du Docteur. Lumic demande aux Cybermen d'assassiner le président ainsi que d'assassiner ou de transformer en Cybermen les habitants du pays. Les êtres humains ayant reçu des EarPod sont tout à coup contrôlés par leurs prothèses et se dirigent tous vers l'usine de Cybus afin de devenir à leur tour des Cybermen. Les Cybermen sont insensibles aux balles et le Docteur, Rose et Pete s'enfuient. Ils rencontrent Mickey et les prêcheurs mais se retrouvent tous à leur tour bloqués par une escouade de Cybermen qui avance vers eux. Bien que le Docteur annonce aux Cybermen que le groupe se rend, ceux-ci s'apprêtent à attaquer...

### Continuité
- Torchwood est mentionné deux fois dans cet épisode : la première fois lorsque Rose regarde la télévision, et la seconde fois lorsque Peter va voir quelqu'un travaillant au Torchwood Institute.
- Le Docteur explique que la disparition des Seigneurs du Temps rend normalement impossible la navigation entre les univers parallèles.
- Le Docteur avait déjà visité accidentellement un univers parallèle dans Inferno.
- Le mot « effacement » (Delete) répété à longueur de temps par les Cybermen ressemble étrangement au « Extermination » (Exterminate) répété par les Daleks.
- International Electronics, la société écran chargée de transformer les sans-abris en Cybermen, apparaît aussi comme société écran pour cacher des Cybermen dans l'épisode « The Invasion » (1968). D'ailleurs, la scène des Cybermen marchant devant la Cathédrale St Paul tiré de The Invasion est repris dans cet épisode.
- Le fait que Jackie Tyler fête ses 40 ans fait référence aux 40 ans écoulés depuis la diffusion de l'épisode « The Tenth Planet » qui mettait pour la première fois en scène les Cybermen.
- Lorsque le TARDIS s'écrase, on voit des masques à oxygène pendre depuis le plafond : ceux-ci sont au nombre de six, en référence aux six pilotes qui seraient nécessaires pour conduire un TARDIS.
- Mickey n'arrêtait pas de se faire appeler « Ricky » ("Rickey" dans la VF) par le neuvième Docteur. Il partage maintenant l'identité d'un homme appelé Ricky.
- Les identités que propose Rose pour entrer dans la soirée sont celles de « Sir Docteur » et « Lady Rose » en référence à leurs titres de noblesse acquis dans l'épisode « Un Loup-garou royal ».